# Силантьев, Дмитрий Сергеевич
Дмитрий Сергеевич Силантьев (род. 31 июля 2000, Москва) — российский хоккеист, нападающий. Мастер спорта России (2025).

## Биография
Занимался хоккеем в школах «Орбита» (Зеленоград, 2009—2011, 2013—2017), «Белые медведи» (Москва, 2011—2013). В сезоне 2017/18 дебютировал в команде МХЛ «Атланты» Мытищи. Сезон 2020/21 провёл в команде МХЛ МХК «Спартак» Москва, сыграв также два матча в ВХЛ за воскресенский «Химик». Сезон 2021/22 начал в команде ВХЛ «Барс» Казань. Проведя три матча, перешёл в «Рязань».
18 августа 2023 года, пройдя просмотр в магнитогорском «Металлурге», подписал двухлетний двусторонний контракт. 9 сентября в гостевом матче против «Витязя» (4:3) дебютировал в КХЛ. В сентябре-октябре также провёл семь матчей за фарм-клуб «Южный Урал» Орск в ВХЛ.

## Личная жизнь
Женат на Валерии, с которой познакомился в соцсетях.
В футбольной Медиалиге следит за 2DROTS.

## Достижения
- Обладатель Кубка Гагарина (2024)[5]